# Силогава, Николай Алексеевич
Николай Алексеевич Силогава (1911, село Квемо-Баргеби, Сухумский округ, Кутаисская губерния — неизвестно, село Квемо-Баргеби, Гальский район, Абхазская АССР, Грузинская ССР) — звеньевой колхоза имени Сталина Гальского района, Абхазская АССР, Грузинская ССР. Герой Социалистического Труда (1949).
Предположительно муж Героя Социалистического Труда Лиусии Теймуразовны Силогавы.

## Биография
Родился в 1911 году в крестьянской семье в селе Квебо-Баргеби Сухумского округа. С раннего возраста трудилась в сельском хозяйстве. Во время коллективизации вступил в колхоз «Квебо-Баргеби» (позднее — имени Сталина) Гальского района, председателем которого был Владимир Ахлоевич Гогохия. В послевоенное время трудился звеньевым в бригаде Дзуку Ригвавы. За выдающиеся трудовые достижения по итогам работы в 1947 году награждён Орденом Ленина.
В 1948 году звено под его руководством собрало с каждого гектара по 97,5 центнера с площади 10 гектаров. Указом Президиума Верховного Совета СССР от 3 мая 1949 года удостоен звания Героя Социалистического Труда за «получение высоких урожаев кукурузы и табака в 1948 году» с вручением ордена Ленина и золотой медали «Серп и Молот» (№ 3573).
Этим же указом званием Героя Социалистического Труда был награждён звеньевой колхоза имени Сталина Лади Тагуевич Заркуа.
После выхода на пенсию проживал в родном селе Квемо-Баргеби Галльского района. Дата смерти не установлена.
Награды
- Герой Социалистического Труда
- Орден Ленина — дважды (23.04.1948; 1949)